# Deutsche Wohnen
Deutsche Wohnen est une entreprise allemande présente dans l'immobilier. Elle est basée à Berlin.

## Histoire
En 2013, Deutsche Wohnen acquiert GSW pour 1,7 milliard d'euros.
En février 2015, Deutsche Wohnen annonce une OPA sur Conwert, une entreprise immobilière autrichienne, pour 1,1 milliard d'euros. Peu de temps après, Conwert rejette cette offre, jugée trop faible.
En septembre 2015, Deutsche Wohnen fait une offre d'acquisition de 4,6 milliards d'euros en action sur LEG Immobilien. À la suite de cette offre, si elle est fructueuse, les actionnaires de Deutsche Wohnen auraient 61 % du nouvel ensemble. En octobre 2015, Vonovia fait une offre d'acquisition  de 9,92 milliards d'euros sur Deutsche Wohnen, offre qui inclut le renoncement de l'OPA sur LEG Immobilien. Cette dernière offre est rejetée par Deutsche Wohnen.
Deutsche Wohnen est accusée de pratiquer la spéculation immobilière, favorisant en conséquence l'inflation des prix.
En mai 2021, le groupe Vonovia et Deutsche Wohnen annoncent leur projet de fusion dans une opération à 19 milliards d'euros. En juillet 2021, Vonovia n'a acquis que 47 % des actions de Deutsche Wohnen, alors que son objectif initial était au minimum de 50 %.